# Der Anfang war das Ende
Der Anfang war das Ende ist ein Buch des britischen Schriftstellers Oscar Kiss Maerth. Es erschien 1971 mit dem Untertitel Der Mensch entstand durch Kannibalismus – Intelligenz ist eßbar im Econ Verlag und wurde in mehrere Weltsprachen übersetzt.

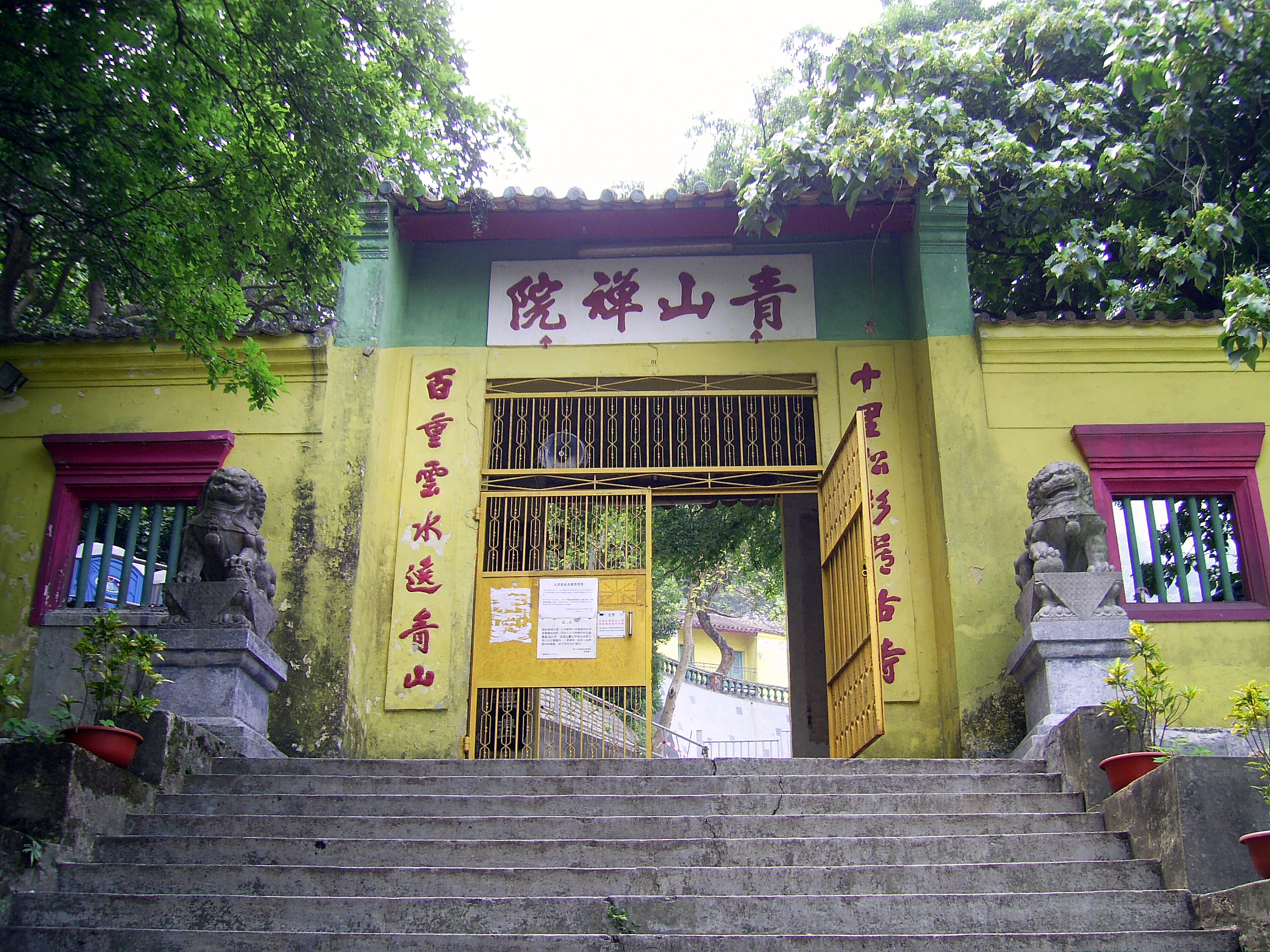
Eingang zum Kloster Tsing Shan, in dem Kiss Maerth „Der Anfang war das Ende“ schrieb

Kiss Maerth verfasste das Buch im chinesischen buddhistischen Kloster Tsing Shan, wohin er sich zur Meditation und zum Schreiben zurückgezogen hatte.

## Inhalt
Kiss Maerth vertrat in diesem Buch die These, dass die verschiedenen Ethnien der Menschheit von unterschiedlichen Affenarten abstammten die als Kannibalen das Gehirn ihrer Artgenossen fraßen. Dadurch habe sich das Gehirn vergrößert, sowie die sexuelle Potenz und Intelligenz erhöht: „Ein Affe entdeckte, daß der Verzehr von frischem Gehirn von Artgenossen die sexuellen Impulse steigert. – Er und seine Nachkommen wurden süchtig und jagten nach Gehirnen. – Erst später merkten sie, daß davon ihre Intelligenz wuchs. Ergebnis dieses Prozesses ist der »Homo Sapiens«.“ Auf diese so interpretierte „Erbsünde“ führte Kiss Maerth alle wesentlichen Probleme der Menschheit wie etwa die Umweltverschmutzung zurück und prophezeite einen bevorstehenden Zusammenbruch der Zivilisation. Einen möglichen Ausweg glaubte er zu kennen: „Östliche Weisheit, buddhistische Meditation, Konsumverzicht und Vegetarismus.“
Laut Oscar Kiss Maerth sollte der Titel seines Buches »Der sexbesessene Affe fraß Gehirn und wurde Mensch« lauten. Dieser wurde jedoch vom Econ-Verlag in »Der Anfang war das Ende« umbenannt.

## Wirkung
Das Buch wurde kontrovers diskutiert und gelegentliche als „pseudowissenschaftlich“ bezeichnet. Doch wollte Kiss Maerth seine Thesen nicht in einem wissenschaftlichen Sinn beweisen. Er sah sich als jemand, der die Wahrheit intuitiv erfasste und stellte seine Arbeit im Vorwort des Buchs in eine Reihe mit dem Wirken von Buddha, Jesus und Mohammed.
Die amerikanische Pop-Gruppe Devo war von Kiss Maerth inspiriert. In der Einleitung zu den Liner Notes der Doppel-Vinyl-Compilation Kosmische Musik (Ohr, 1972), die Titel von Popol Vuh, Klaus Schulze, Tangerine Dream und Ash ra Temple enthält, zitiert Rolf-Ulrich Kaiser einen Auszug aus "Der Anfang war das Ende" von Oscar Kiss Maerth.